# قناع وجه قماشي
قناع الوجه القماشي هو قناع مصنوع من المنسوجات شائعة الاستخدام، وعادةً ما يكون من القطن، ليغطي الأنف والفم عند ارتدائه. على الرغم من كونها أقل فعاليةً من الأقنعة الجراحية أو أقنعة ن95، يستخدم عامة السكان هذه الأقنعة في البيئات المنزلية والمجتمعية كإجراء وقائي محسوس ضد الأمراض المعدية وتلوث الهواء بالجسيمات.
استخدمها العاملون في مجال الرعاية الصحية روتينيًا منذ أواخر القرن التاسع عشر حتى منتصف القرن العشرين، إذ قلّت الحاجة إليها في الدول المتقدمة خلال الستينيات نتيجة الاعتماد على الأقنعة الجراحية الحديثة، مع استمرار استخدام الأقنعة القماشية في البلدان النامية. عادت الأقنعة القماشية إلى مجال العمل في الدول المتقدمة خلال جائحة كوفيد-19 بسبب نقص الأقنعة الجراحية وأقنعة التنفس.

## الاستخدام
استُعملت أقنعة الوجه القماشية القابلة لإعادة الاستخدام في الدول النامية وخاصّة في آسيا قبل جائحة كوفيد-19. تختلف أقنعة الوجه القماشية عن الأقنعة الجراحية وأقنعة التنفس مثل أقنعة ن95، المصنوعة من الأقمشة غير المنسوجة عبر عملية نفخ الذوبان، والمصنفة تبعًا لفعاليتها. تتشارك أقنعة الوجه القماشية مع الأقنعة الجراحية في عدم توفير إغلاق محكم حول الوجه، على عكس أقنعة التنفس.
يُطبّق استخدامها على المرضى في مواقع الرعاية الصحية بهدف «ضبط المصدر» للحد من انتقال الأمراض عبر قطيرات الجهاز التنفسي، ويلجأ إليها عاملو الرعاية الصحية في حال عدم توفر الأقنعة الجراحية وأقنعة التنفس. يُنصح باستخدام أقنعة الوجه القماشية عمومًا كملاذ أخير عند استنفاد إمدادات الأقنعة الجراحية وأقنعة التنفس. يستخدمها عامة الناس أيضًا في البيئات المنزلية والمجتمعية كإجراء وقائي محسوس ضد الأمراض المعدية وتلوث الهواء بالجسيمات.
باتت أنواع عدة من أقنعة الوجه القماشية متاحةً في السوق، خاصّة في آسيا. يمكن أيضًا صناعة الأقنعة منزليًا باستخدام أوشحة الباندانا، أو التي شيرتات، أو المناديل، أو الأوشحة، أو المناشف.

## الفعالية
لم تُعقد أي تجارب سريرية عشوائية منتظمة ولم تُطرح أي إرشادات فيما يتعلق باستعمال أقنعة الوجه القماشية القابلة لإعادة الاستخدام حتى عام 2015. جرت معظم الأبحاث في أوائل القرن العشرين قبل أن تنتشر الأقنعة الجراحية أحادية الاستخدام. أكدت إحدى الدراسات في عام 2010 قدرة 40-90% من الجسيمات على اختراق القناع القماشي. تختلف فعالية أقنعة الوجه القماشية اختلافًا كبيرًا حسب شكلها وملاءمتها ونوع القماش ونعومته وعدد طبقاته. حتى عام 2006، لم تمنح إدارة الغذاء والدواء الأمريكية أي تصريح باستخدام الأقنعة القماشية كأقنعة جراحية.
كشفت تجربة عائدة إلى عام 2013 أجرتها وكالة الصحة العامة في إنجلترا، المعروفة بكونها وكالة حماية الصحة في البلاد، إمكانية تصفية 90% من الجزيئات الفيروسية من الهواء الناتج عن سعال المشاركين عند استخدام قناع جراحي مصنوع تجاريًا، بينما قُدرت هذه النسبة بما يعادل 86% عند استخدام حقيبة مكنسة كهربائية، و72% عند استخدام منشفة صحون، و51% مع استخدام تي شيرت قطني، مع مراعاة ارتداء قناع دي آي واي بشكل صحيح وضمان إغلاق جيد حول الفم والأنف. يُذكر أيضًا اختبار إمكانية استعمال الأقمشة شائعة الاستخدام في صنع أقنعة الوجه.
يتمثل الدور الأساسي للأقنعة التي يرتديها عامة السكان في «منع أولئك المصابين بالفعل من نشر الفيروس في الهواء المحيط بهم»، ما يُعتبر أمرًا فائق الأهمية عند التعامل مع جائحة كوفيد-19، نتيجة الانتقال الخفي للفيروس بين الأفراد ومن ثم انتشاره السريع. يُذكر مثالًا على ما سبق كشف إصابة 634 راكبًا ممن كانوا على متن سفينة دايموند برينسس السياحية دون ظهور أي أعراض على 52% منهم في وقت الاختبار، وبقاء 18% دون أعراض.

## نبذة تاريخية

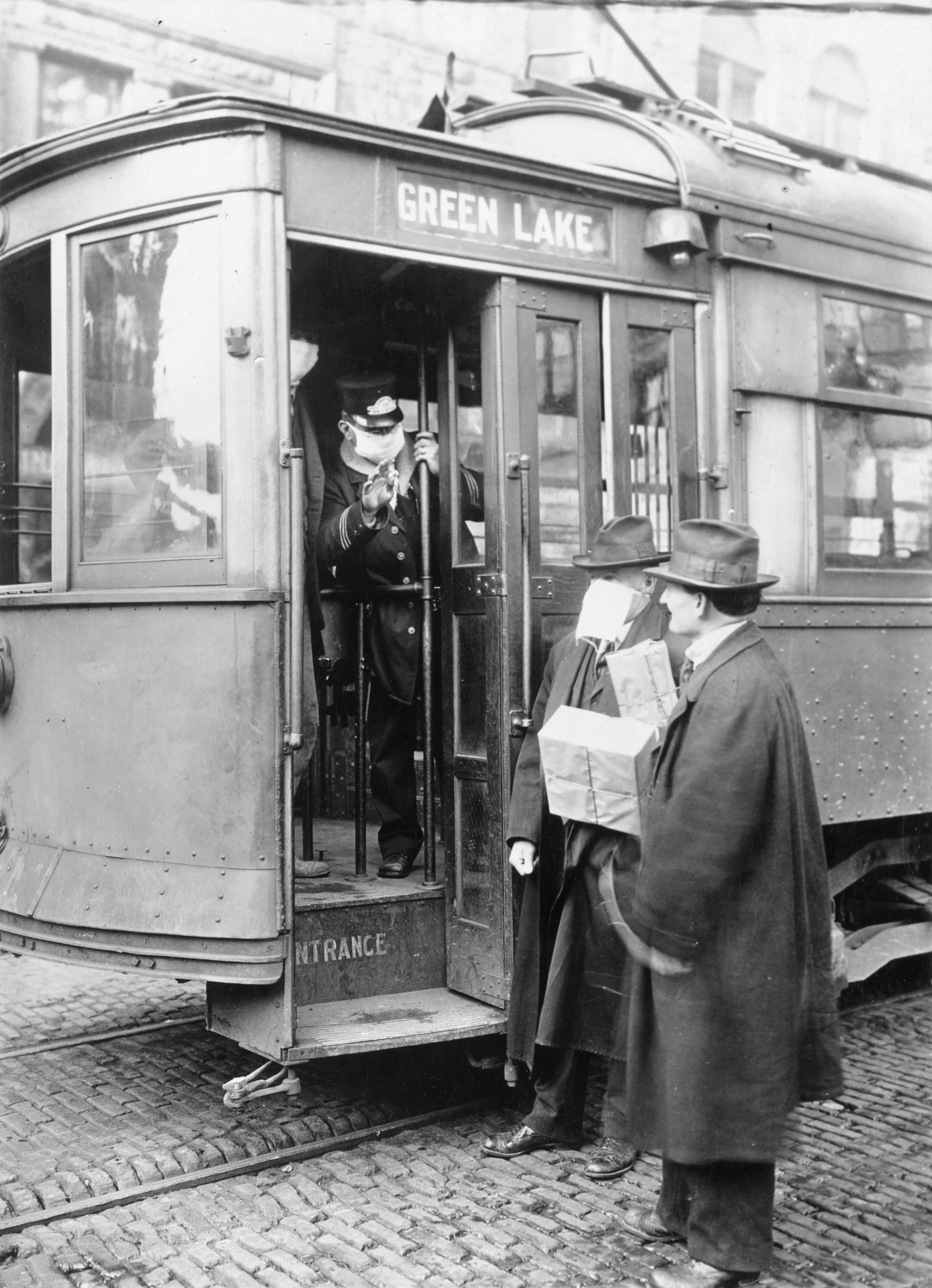
رفض سائق ترام في سياتل صعود شخص دون ارتداء قناع خلال جائحة إنفلونزا عام 1918.

يُعتبر الفرنسي بول بيرغر أول جرّاح يُوثَّق استخدامَه قناع وجه قماشي خلال عملية جراحية في عام 1897 في باريس. استُخدمت الأقنعة للوقاية من الإصابة بالأمراض المعدية في أوائل القرن العشرين. يُعتبر تصميم قناع أعدّه وو لين-تيه الذي عمل في البلاط الإمبراطوري الصيني خلال تفشي الطاعون الرئوي في منشوريا في 1910-1911، أول تصميم وفّر حماية للمستخدمين من البكتيريا في الاختبارات التجريبية، إذ شكّل إلهامًا لتصميم الأقنعة المستخدمة خلال جائحة إنفلونزا عام 1918. جرت أول دراسة لاستخدام القناع من قبل العاملين في مجال الرعاية الصحية في عام 1918. استعملت الممرضات أقنعة الوجه القماشية المصنوعة من القطن في أربعينيات القرن العشرين للوقاية من الإصابة بمرض السل.
حلت الأقنعة الجراحية الحديثة المصنوعة من الأقمشة غير المنسوجة إلى حد كبير محل الأقنعة القماشية في ستينيات القرن العشرين، مع استمرار استخدامها في البلدان النامية. يُذكر أيضًا استخدامها في آسيا خلال تفشي السارس في 2002-2004، ووباء الإيبولا في غرب أفريقيا في 2013-2016.

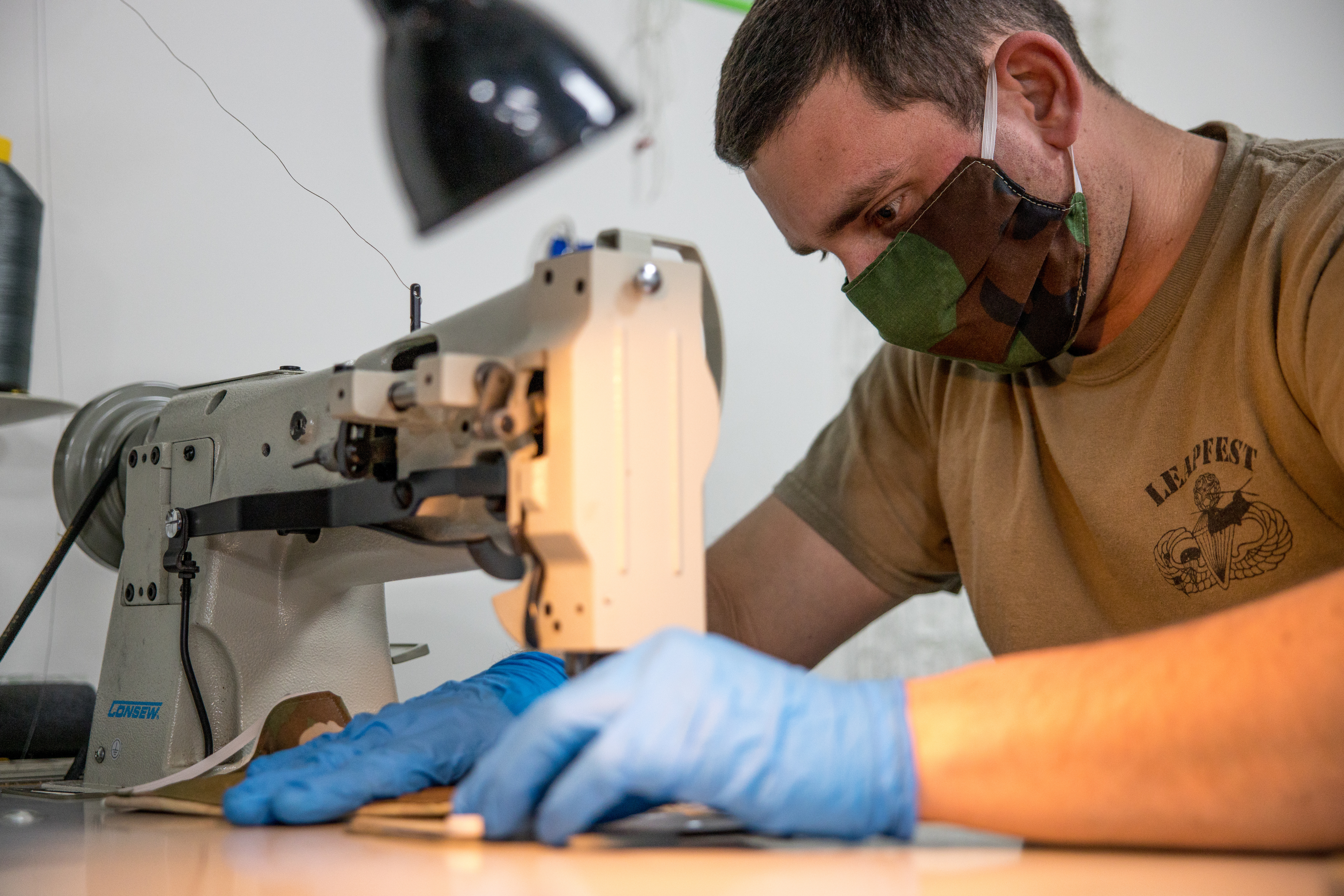
أفراد الحرس الوطني في رود آيلاند في أثناء حياكتهم أقنعة الوجه خلال جائحة كوفيد-19، في 6 أبريل 2020.

### جائحة كوفيد-19
أوصت دول عدة باستخدام الأقنعة القماشية للحد من انتشار الفيروس خلال جائحة كوفيد-19.
أعلنت المراكز الأمريكية للسيطرة على الأمراض والوقاية منها (سي دي سي) في مارس عام 2020 توصياتها باستخدام عاملي الرعاية الصحية عند اقتضاء الضرورة الأقنعة محلية الصنع أو تلك التي لم يتم تقييمها أو الموافقة عليها من قبل المعهد الوطني للسلامة والصحة المهنية، بصفتها ملاذًا أخيرًا في حال عدم توفر أقنعة التنفس أو الأقنعة الجراحية، مع ضرورة توخي الحذر عند التفكير في هذا الخيار. أوصت مراكز السيطرة على الأمراض (سي دي سي) في أبريل 2020 بارتداء أغطية الوجه القماشية في الأماكن العامة حيث يصعب الحفاظ على تدابير الإبعاد الاجتماعي الأخرى، مثل متاجر البقالة والصيدليات، وخاصّة في المناطق ذات الانتقال الملحوظ للفيروس بين المجتمعات، بسبب أهمية انتقال العدوى خفيةً من الأفراد عديمي الأعراض وفي فترة ما قبل ظهورها.
في أبريل 2020، أعلنت ألمانيا إلزام مواطنيها بارتداء أقنعة الوجه القماشية داخل وسائل النقل العام، وفي أثناء التسوق في معظم المقاطعات الألمانية. أوصت الحكومة الإسكتلندية باستخدام أقنعة الوجه القماشية في أثناء التسوق أو عند ركوب وسائل النقل العامة. يُذكر أن حكومة المملكة المتحدة المركزية لم تصدر النصيحة نفسها.